# Gabriel Audisio
Gabriel Audisio (* 27. Juli 1900 in Marseille; † 26. Januar 1978 in Issy-les-Moulineaux) war ein französischer Schriftsteller.

## Leben
Der in Marseille geborene Gabriel Audisio lernte früh das Algier der Belle Époque kennen und lieben, wo er nach einem Studium der islamischen Geschichte und Kultur französischer Verwaltungsbeamter war, bevor er 1929 seine Laufbahn in Paris fortsetzte. 1943 kam er als Résistant ins Gefängnis. Nach 1945 verkörperte er die literarische Klammer zwischen Algerien und Frankreich. Seine Lyrik wie seine Prosa feiern den von Licht und Sonne bestimmten Genius des Mittelmeers. Deshalb wird er oft in einem Atemzug mit Albert Camus, Emmanuel Roblès und Louis Bertrand genannt. 1953 erhielt er den Grand prix der Société des gens de lettres. 1958 wurde er in die Académie des Sciences d’Outre-Mer gewählt. 1975 erhielt er den Grand Prix de Poésie der Académie française.
Er ist nicht zu verwechseln mit dem Historiker Gabriel Audisio (* 1942).

## Werke (Auswahl)
- Hommes au soleil. 1923.
- Héliotrope. Gallimard, Paris 1928.
- La vie d’Haroun-Al-Rachid. Gallimard, Paris 1930.
- Les Augures. Gallimard, Paris 1932.
- Les Compagnons de l’Ergador, roman. Gallimard, Paris 1941.
- Misères de notre poésie. Seghers,  Villeneuve-lès-Avignon 1943.
- Poèmes du lustre noir (1944). Laffont, Paris 1944.
- Feuilles de Fresnes. Les Éditions de Minuit, Paris 1945.
- Ulysse ou l’intelligence. Gallimard, Paris 1945.
- Le Colombier de Puyvert. Roman. Gallimard, Paris 1953.
- Hannibal. Berger-Levrault, Paris 1961.
- Contretemps. Roman. Del Duca, Paris 1963.
- (Hrsg.) Louis Brauquier. Seghers, Paris 1966. (1900–1976)
- Fables. P. Belfond, Paris 1966.
- A n’y pas croire. Récits et portraits. Del Duca, Paris 1966.
- L’opéra fabuleux. Julliard, Paris 1970. (Vorwort von Jules Roy)
- Racine de tout. Rougerie, Mortemart 1974.
- De ma nature. Rougerie, Mortemart 1977.
- Trois hommes et un minaret. Hrsg. Maria Chiara Gnocchi. L’Harmattan, Paris 2009. (zuerst Paris 1926)
- Jeunesse de la Méditerranée. J. Laffitte, Marseille 2009.
- L’Algérie littéraire. Hrsg. Nicole Tuccelli. J. Laffitte, Marseille 2012.